# وشن، تاجیکستان
وشن، تاجیکستان (به لاتین: Vashan, Tajikistan) یک زیستگاه انسانی در تاجیکستان است که در ولایت سغد واقع شده‌است.